# Предварительный договор
Предварительный договор — в гражданском праве вид соглашения, по которому стороны обязуются заключить в будущем договор о передаче имущества, выполнении работ или оказании услуг (основной договор) на условиях, предусмотренных предварительным договором.

## История
Предварительный договор (или «pactum in contrahendum») был известен еще в Древнем Риме. Согласно римскому праву, он в ряде случаев придавал юридическое значение предваряющим заключение договора переговорам («praefatio»). Институт предварительных договоров стал активно развиваться с первой трети XVII века, когда в континентальном праве он стал действовать в отношении товаров. В XIX веке в странах англосаксонской системы права институт предварительных договоров стал действовать также в финансовой, сырьевой и трастовой сферах. В Российской империи предварительный договор существовал преимущественно в форме договора запродажи. В наши дни в гражданском праве ряда стран существуют виды предварительных договоров, представляющих собой выражение производных финансовых инструментов (опцион, форвардный контракт, фьючерс, и т.п.).

## Особенности
К предварительному договору законодательством предъявляется ряд требований:
Форма. Предварительный договор заключается в форме, установленной для основного договора, а если форма основного договора не установлена, то в письменной форме.
Условия. Предварительный договор должен содержать условия, позволяющие установить предмет, а также условия основного договора.
Срок, в течение которого стороны обязуются заключить основной договор. Если такой срок не предусмотрен в предварительном договоре, основной договор подлежит заключению в течение года с момента заключения предварительного договора.
Главным отличием предварительного договора от основного является то, что предварительный договор не порождает прав и обязанностей, связанных с перемещением материальных благ, но он порождает обязанность сторон заключить договор в будущем и право каждой из сторон требовать от другой стороны заключения окончательного договора. В соответствии с пунктом 4 статьи 445 Гражданского кодекса РФ в случае, если одна из сторон, уклоняется от его заключения, другая сторона вправе обратиться в суд с требованием о понуждении заключить договор. В этом случае договор считается заключенным на условиях, указанных в решении суда, с момента вступления в законную силу соответствующего решения суда. При этом сторона, необоснованно уклоняющаяся от заключения основного договора, должна возместить другой стороне причиненные этим убытки.
Предварительный договор стоит отличать от таких видов соглашений, как рамочный договор, соглашение о намерениях и опцион.